# A Lagoa Azul
The Blue Lagoon (bra/prt: A Lagoa Azul) é um filme de aventura e drama romântico norte-americano de 1980, dirigido por Randal Kleiser, de um roteiro escrito por Douglas Day Stewart baseado no romance de mesmo nome de Henry De Vere Stacpoole, publicado em 1908. O filme é estrelado por Brooke Shields e Christopher Atkins. Sua trilha sonora foi composta por Basil Poledouris e a cinematografia foi realizada por Néstor Almendros.
O filme conta a história de duas crianças abandonadas em uma ilha paradisíaca no Pacífico Sul. Sem nenhuma orientação ou restrições da sociedade, as crianças crescem sozinhas na ilha e enfrentam mudanças emocionais e físicas à medida que atingem a puberdade, apaixonando-se. O filme contém um leve conteúdo sexual e cenas de nudez frontal.
A Lagoa Azul foi lançado nos cinemas em 20 de junho de 1980 pela Columbia Pictures. O filme não foi tão bem avaliado pelos críticos, que menosprezaram seu roteiro e execução. Entre as críticas mais comuns estava o retrato ridiculamente idílico de como as crianças se desenvolveram fora da sociedade civilizada e a performance de Shields, embora a cinematografia de Almendros tenha recebido elogios. Apesar das críticas, o filme foi um sucesso comercial, arrecadando US$ 58.853.106 nos Estados Unidos e Canadá, contra um orçamento de US$ 4.5 milhões, tornando-se o nono filme de maior bilheteria de 1980 na América do Norte. O filme e sua equipe também receberam uma quantidade significativa de prêmios e nomeações: o filme foi nomeado para o Prêmio Saturno de Melhor Filme de Fantasia, Almendros recebeu uma nomeação para o Oscar de melhor fotografia, Atkins foi nomeado para o Globo de Ouro de melhor ator revelação e Shields ganhou o prêmio inaugural da Framboesa de Ouro na categoria de Pior Atriz.

## Enredo
No final do período vitoriano, dois pequenos primos, Richard e Emmeline Lestrange, e um cozinheiro de navio, Paddy Button, sobrevivem a um naufrágio no Pacífico Sul e chegam a uma ilha tropical exuberante. Paddy cuida das crianças e proíbe-as, criando uma "lei", de ir para o outro lado da ilha, pois Button havia encontrado restos mortais e sangue de humanos oriundos de sacrifícios realizados por nativos em um altar dali; ele também os adverte contra comer uma baga escarlate mortal. Paddy morre depois de uma bebedeira e, com isso, as crianças, agora sozinhas, vão para uma outra parte da ilha e constroem uma nova casa para elas.
Anos mais tarde, quando Richard e Emmeline se tornam adolescentes, eles começam a se apaixonar. A experiência, contudo, é estressante para eles devido à falta de educação e instrução sobre a sexualidade humana. Emmeline está assustada com seu primeiro período menstrual, se recusando a permitir que Richard a inspecione por o que ele imagina ser uma ferida. Quando Richard se sente fisicamente atraído por Emmeline, ela não retribui seus sentimentos, o que induz Richard a deixá-la. Quando Emmeline vai se reconciliar com ele, ela o encontra se masturbando. Um navio aparece pela primeira vez em anos, mas Emmeline não acende o sinal de fogo. Como resultado, o navio vai embora sem notá-los. Quando Richard confronta Emmeline com raiva sobre isso, ela afirma, para a descrença de Richard, que a ilha é sua casa agora e que eles devem permanecer lá.
Emmeline se aventura secretamente para o lado proibido da ilha e vê o altar visto por Paddy. Ela associa o sangue no altar ao sangue da crucificação de Cristo, concluindo que o altar é Deus. Emmeline tenta convencer Richard a ir para o outro lado da ilha para orar com ela, mas ele fica chocado com a ideia de violar a "lei" de Paddy, originando uma discussão entre os dois. Emmeline revela que sabe sobre a masturbação de Richard e ameaça contar a seu tio Arthur sobre isso se um dia eles fossem resgatados da ilha. Eles jogam cocos um no outro e um coco bate na cabeça de Richard, assustando Emmeline. Contudo, Richard desperta do desmaio e lhe desfere um tapa no rosto dela.
Mais tarde, ao caminhar à beira da praia, Emmeline acidentalmente pisa em um peixe-pedra venenoso. Doente e fraca, ela pede a Richard que "a leve a Deus" - referindo-se ao lugar proibido da ilha com o altar de sangue. Richard a leva para lá e a coloca no altar, fazendo uma oração improvisada. Emmeline se recupera e Richard admite seu medo de perdê-la. Depois que Emmeline recupera sua capacidade de andar, os dois nadam nus na lagoa e depois vão para a praia. Enquanto então sozinhos e ainda nus na floresta comendo mangas, Richard e Emmeline descobrem a relação sexual. Eles passam a fazer sexo regularmente, mas como eles não tinham acesso a nenhum método contraceptivo, Emmeline ficou grávida, embora Richard pensasse que ela estava ficando gorda por "comer demais". Richard e Emmeline ficam surpresos quando sentem o bebê se mover dentro dela e pensam que é o seu estômago que está causando os movimentos na barriga. Posteriormente - após Richard ver um grupo de nativos fazendo um ritual de sacrifício humano no altar e Richard encontrar Emmeline em trabalho de parto -, ela dá à luz um menino, a quem chamam Paddy.
Um navio liderado pelo pai de Richard, Arthur, se aproxima da ilha e vê a família brincando na praia. Quando eles percebem o navio, Richard e Emmeline se afastam em vez de pedir ajuda, pois agora estão satisfeitos com suas vidas. Como eles estão cobertos de lama, Arthur assume que eles são nativos e vai embora da ilha.
Um dia, a família pega o bote salva-vidas para visitar o primeiro local da ilha que eles conheceram. Richard procura bananas para eles, deixando Emmeline e Paddy com o barco. Emmeline não percebe quando seu bebê traz um ramo das bagas escarlate para dentro do barco. Emmeline, que está levemente adormecida, e Paddy lentamente se afastam da praia quando estão dentro do bote aguardando Richard, enquanto Paddy joga um dos remos para fora do barco; incapaz de alcançar o remo, Emmeline grita para Richard e ele nada até ela, seguido de perto por um tubarão. Emmeline joga o outro remo no tubarão para proteger Richard, atingindo o animal e dando a Richard tempo para entrar no barco. O barco, no entanto, é pego por uma corrente marítima e família fica à deriva no mar.
Depois de dias à deriva, Richard e Emmeline acordam e encontram Paddy comendo as bagas que ele colheu. Sem esperança, Richard e Emmeline também comem as frutas e se deitam no chão do bote para aguardar a morte. Poucas horas depois, o navio de Arthur os encontra. Arthur pergunta se eles estão mortos e o capitão responde: "Não, senhor. Eles estão dormindo".

## Elenco
- Brooke Shields como Emmeline Lestrange
  - Elva Josephson como jovem Emmeline
- Christopher Atkins como Richard Lestrange
  - Glenn Kohan como jovem Richard
- Bradley Pryce como pequena Paddy Lestrange
  - Chad Timmermans como infante Paddy
- Leo McKern como Paddy Button
- William Daniels como Arthur Lestrange
- Alan Hopgood como capitão
- Gus Mercurio como oficial

## Produção

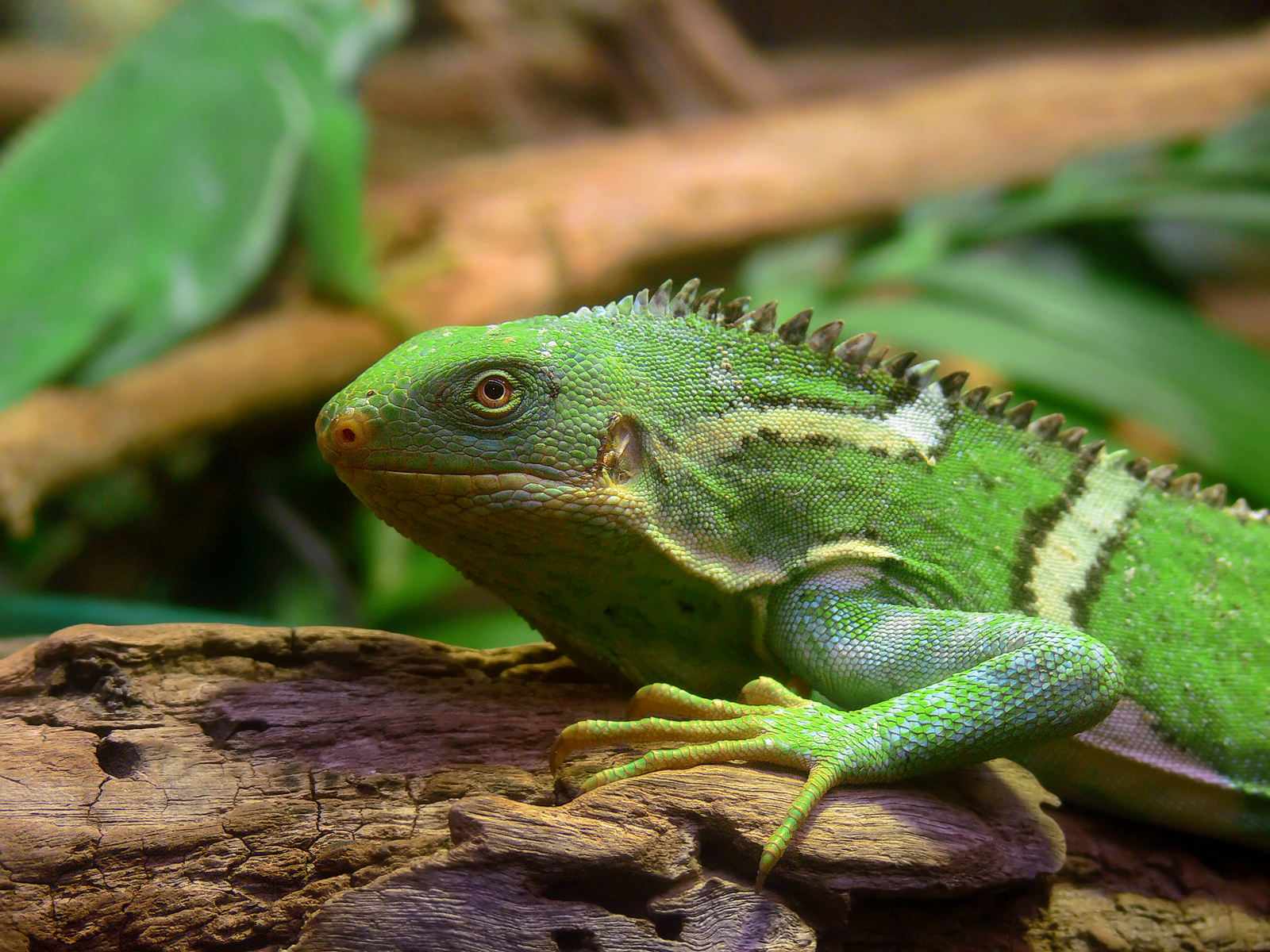
A iguana-de-crista-de-fiji ficou conhecida pelos herpetologistas por causa de A Lagoa Azul.

Esta é a terceira adaptação cinematográfica do livro The Blue Lagoon do escritor Henry De Vere Stacpoole, sendo um remake dos filmes homônimos de 1923, um filme mudo estrelado por Molly Adair e Dick Cruickshanks, e de 1949 estrelado por Jean Simmons e Donald Houston. Esta versão de 1980 inclui muito mais cenas de nudez e sexo do que a versão de 1949, embora muito menos do que o livro. No entanto, o livro apresenta um elemento extremamente importante que não teve tanto destaque nos filmes: a cultura dos povos polinésios e o choque cultural que os primos, que são ingleses, têm com esse povo.
O filme foi um projeto de paixão de Randal Kleiser, que há muito admirava o romance original. Ele contratou Douglas Day Stewart, que escreveu The Boy in the Plastic Bubble, para escrever o roteiro e se encontrar com Richard Franklin, o diretor australiano, que estava procurando trabalho em Hollywood. Isso deu a ele a ideia de usar uma equipe australiana, que Franklin ajudou a supervisionar.
O filme foi filmado na Jamaica e Nanuya Levu (atual Turtle Island), uma ilha de propriedade privada em Fiji. O elenco e a produção passaram cinco meses no local morando em tendas. A flora e a fauna apresentadas no filme incluem uma variedade de animais de vários continentes. Como se viu, as iguanas filmadas em Fiji eram uma espécie até então desconhecida pelos biólogos. Isso foi notado pelo herpetólogo John Gibbons, após assistir ao filme. Depois de viajar para a ilha onde as iguanas foram filmadas, ele descreveu a iguana-de-crista-de-fiji (Brachylophus vitiensis) em 1981.
O filme gerou certas controvérsias, pois Brooke Shields tinha apenas catorze anos de idade na época das filmagens. Todas as cenas de nudez de Emmeline, contudo, foram interpretadas pela dublê de corpo de 32 anos do filme, Kathy Troutt. Shields fez muitas de suas cenas de topless com o cabelo colado aos seios Atkins apareceu nu normalmente (incluindo nudez frontal) no filme, pois à época já era maior de idade (com dezoito anos).
As filmagens subaquáticas foram realizadas por Ron e Valerie Taylor.

## Recepção

### Resposta crítica
A Lagoa Azul recebeu resenhas geralmente negativas dos críticos de cinema. O Rotten Tomatoes atribui uma taxa de aprovação de apenas 9% com base em vinte e duas avaliações sob o consenso crítico de que "com apenas algumas partes apreciáveis, The Blue Lagoon é uma fantasia impertinente que também é casta demais para ser realmente divertida".
Roger Ebert, em sua crítica, deu ao filme uma estrela e meia de quatro possíveis, alegando que "[o filme] poderia ter sido feito de forma mais interessante, se alguma tentativa séria tivesse sido feita para explorar o que realmente poderia acontecer se duas crianças de sete anos de idade estivessem naufragadas em uma ilha. Mas isso não é um filme realista. É um romance amplamente idealizado, no qual as crianças vivem em uma cabana que se parece com uma cabana de lua de mel do Club Med, enquanto os nativos inquietos cometem sacrifícios humanos do outro lado da ilha"; ele também considerou o final muito fraco. Gary Arnold, do jornal The Washington Post, chamou o filme de "uma rapsódia pitoresca de aprender habilidades, brincar de casinha, nadar, apreciar a paisagem e começar a se sentir sexy em reclusão tropical", ridicularizando particularmente a incapacidade persistente dos personagens principais de fazer inferências óbvias.

### Recepção comercial
Apesar das críticas negativas, o filme se tornou um sucesso de bilheteria. Foi o nono maior sucesso de bilheteria de 1980 na América do Norte, de acordo com o site Box Office Mojo, arrecadando US$ 58.853.106 nos Estados Unidos e no Canadá, contra um orçamento de cerca de US$ 4,5 milhões.

## Prêmios e indicações
| Ano  | Prêmio            | Categoria                            | Indicado           | Resultado |
| ---- | ----------------- | ------------------------------------ | ------------------ | --------- |
| 1981 | Óscar             | Melhor fotografia                    | Néstor Almendros   | Indicado  |
| 1981 | Globo de Ouro     | Estrela masculina - revelação do ano | Christopher Atkins | Indicado  |
| 1981 | Framboesa de Ouro | Pior atriz                           | Brooke Shields     | Venceu    |

## Lançamento em outras mídias

### Mídia doméstica
O DVD Special Edition, com versões widescreen e fullscreen, foi lançado em 5 de outubro de 1999. Suas características especiais incluem o trailer original do filme, um álbum de fotos pessoais de Brooke Shields, comentários em áudio de Randal Kleiser e Christopher Atkins, e outros comentários de Randal Kleiser, Douglas Day Stewart e Brooke Shields.  O filme foi relançado em 2005 como parte de um pacote com sua continuação, Return to the Blue Lagoon.
Um disco Blu-ray de edição limitada do filme foi lançado em 11 de dezembro de 2012 pela Twilight Time. As características especiais do Blu-ray incluem trilha sonora isolada, trailer original, três teasers originais, uma apresentação nos bastidores chamada An Adventure in Filmmaking: The Making of The Blue Lagoon, bem como comentários em áudio de Randal Kleiser, Douglas Day Stewart e Brooke Shields e um segundo comentário de Randal Kleiser e Christopher Atkins.
O filme de 1980 foi disponibilizado para streaming por meio de serviços como o Amazon Prime Video e o Vudu, Inc.

### Televisão
No Brasil o filme tornou-se bastante conhecido por ser excessivamente reprisado na televisão. A estreia do filme na TV se deu em 21 de abril de 1987 dentro da sessão Super Cine da Rede Globo, sendo posteriormente bastante reprisado pela Sessão da Tarde da mesma emissora entre meados da década de 1990 até os anos 2000. Estima-se que, desde 2003, o filme já tenha sido exibido pelo menos dez vezes na sessão vespertina. O filme também foi exibido algumas vezes no Cinema em Casa, do SBT.

## Sequências

### Return to the Blue Lagoon
Uma sequência do filme foi lançada em 1991. Nela, a história é retomada vagamente onde The Blue Lagoon parou, exceto que Richard e Emmeline são encontrados mortos no barco. Seu filho é resgatado. Como o nome de Paddy é desconhecido para quem os resgatou, ele é renomeado para Richard, depois de seu pai.
Ao contrário do filme original, Return to the Blue Lagoon tornou-se um fracasso comercial acumulando apenas US$ 2.807.854, considerando seu orçamento de US$ 11 milhões. A sequência, assim como o primeiro filme, também foi mal recebida pela crítica especializada.

### Blue Lagoon: The Awakening
Em 16 de junho de 2012, o Lifetime exibiu o telefilme The Blue Lagoon: The Awakening. Atkins aparece neste remake como um dos professores na viagem de campo, onde Emma e Dean são perdidos no mar e acabam em uma ilha.